# Eurydice lusitanica
Eurydice lusitanica är en kräftdjursart som beskrevs av Jones och C.J. Pierpoint 1997. Eurydice lusitanica ingår i släktet Eurydice och familjen Cirolanidae. Inga underarter finns listade i Catalogue of Life.